# Aloe albiflora
Aloe albiflora ist eine Pflanzenart der Gattung der Aloen in der Unterfamilie der Affodillgewächse (Asphodeloideae). Das Artepitheton albiflora leitet sich von den lateinischen Worten albus für ‚weiß‘ sowie -florus für ‚-blütig‘ ab.

## Beschreibung

### Vegetative Merkmale
Aloe albiflora wächst stammlos, sprossend und bildet kleine Klumpen mit spindelförmigen Wurzeln. Ihre zehn linealisch-verschmälerten Laubblätter bilden eine Rosette. Die graugrüne Blattspreite ist 15 Zentimeter lang und 1,5 cm breit. Die Blattoberseite weist zahlreiche kleine trübweiße Flecken auf. Die weichen bis festen Zähne am knorpeligen Blattrand sind 0,5 bis 1 Millimeter lang.

### Blütenstände und Blüten

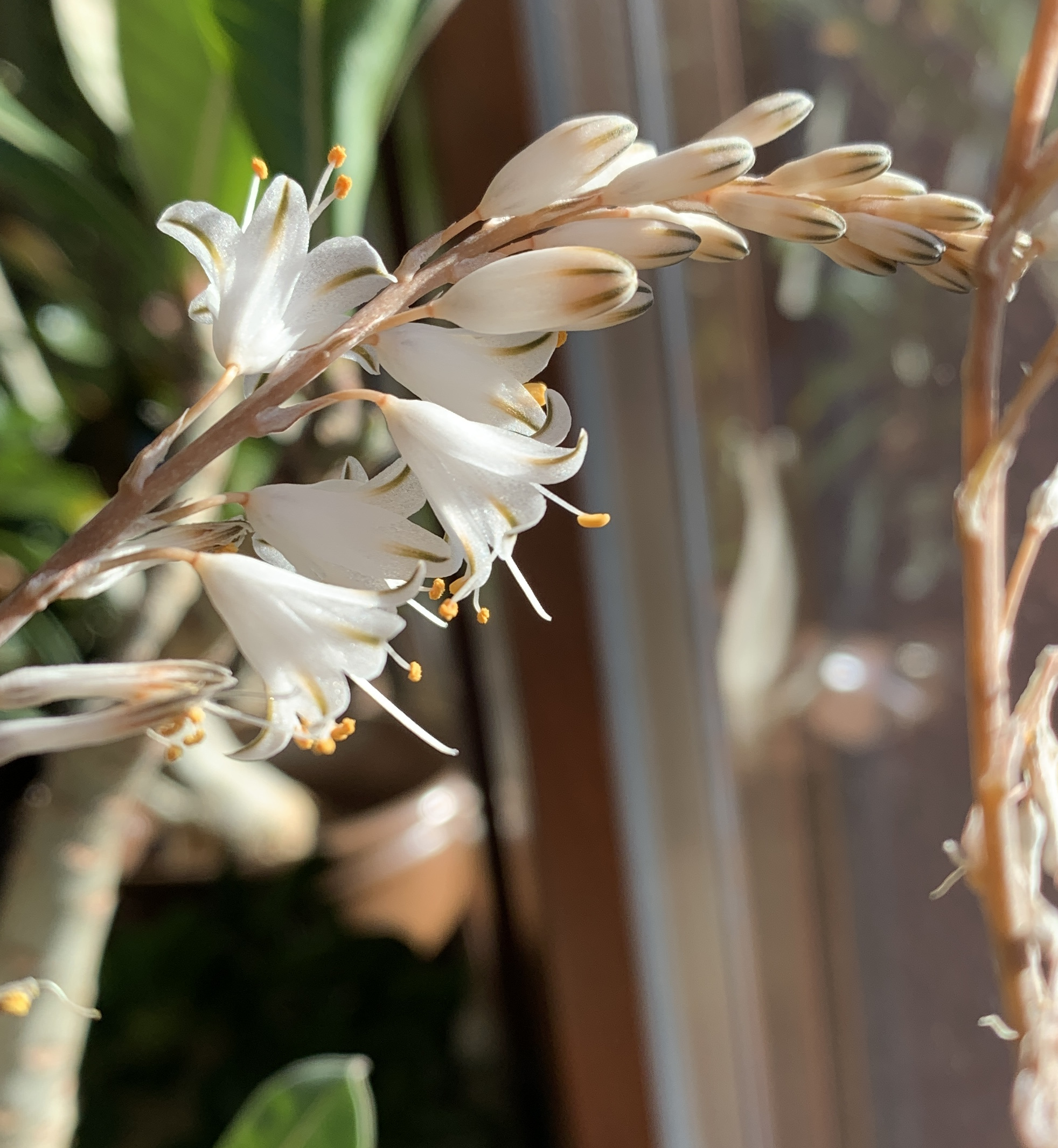
Blütenstand

Der einfache Blütenstand erreicht eine Höhe von 30 bis 36 Zentimeter. Die lockeren Trauben sind 9 Zentimeter lang und bestehen aus etwa 18 Blüten. Die eiförmigen und lang verschmälerten Brakteen weisen eine Länge von 5 bis 6 Millimeter auf und sind 2 Millimeter breit. Die weißen Blüten stehen an 8 Millimeter langen Blütenstielen. Die glockenförmigen Blüten sind 10 Millimeter lang und an ihrer Basis gerundet. An ihrer Mündung weisen sie einen Durchmesser von 14 Millimeter auf. Ihre äußeren Perigonblätter sind bis zur Basis hin nicht miteinander verwachsen. Die Staubblätter ragen 8 Millimeter, der Griffel ragt 9 Millimeter aus der Blüte heraus.

## Systematik, Verbreitung und Gefährdung
Aloe albiflora ist auf Madagaskar verbreitet.
Die Erstbeschreibung durch André Guillaumin wurde 1940 veröffentlicht. Ein nomenklatorisches Synonym ist Guillauminia albiflora (Guillaumin) A.Bertrand (1956).
Aloe albiflora wird in Anhang I des Washingtoner Artenschutz-Übereinkommen geführt.

## Nachweise